# Tatyana Ali
Tatyana Marisol Ali (* 24. ledna 1979 The Bellmores) je americká herečka. Její matka pochází z Panamy a otec z Trinidadu.
Od šesti let vystupovala v televizních pořadech Sezame, otevři se a Star Search. Hrála na Broadwayi a v jedenácti letech odešla z New Yorku do Los Angeles a zaměřila se na filmovou kariéru. V roce 1991 získala Young Artist Awards za roli v sitkomu Fresh Prince. Účinkovala také v seriálech The Young and the Restless a Love That Girl!.
Je také zpěvačkou žánru Contemporary R&B. Vydala album Kiss the Sky (1998), za singl "Daydreamin'" získala zlatou desku.
Má bakalářský titul z afroamerických studií z Harvardovy univerzity. Účastnila se prezidentské kampaně Baracka Obamy.
Její manželem je profesor Stanfordovy univerzity Vaughn Raspberry. V roce 2016 se jim narodil syn Edward.

## Filmy
- 2017 Nanny's Nightmare
- 2017 Up In Christmas
- 2016 It Snows All the Time
- 2016 Supermodel
- 2015 November Rule
- 2015 Osudná koupě
- 2014 Comeback Dad
- 2014 Locker 13
- 2013 24 Hour Love
- 2013 Last Letter
- 2012 Domov neznámý
- 2012 Dysfunctional Friends
- 2012 The Misguided Adventures of Dating in Hollywood
- 2011 23rd Psalm: Redemption
- 2010 Privileged
- 2009 Mother and Child
- 2008 Hotel California
- 2007 Seznam
- 2006 Cesta za vítězstvím
- 2005 Back in the Day
- 2005 Domino One
- 2004 Nora's Hair Salon
- 2003 Blázinec na koleji
- 2001 Bratři
- 2000 Ve spárech yakuzy
- 1999 Ďábelská hra
- 1998 Clown at Midnight
- 1997 Fakin' Da Funk
- 1997 Sběratel polibků
- 1996 Pád do tmy
- 1988 Krokodýl Dundee 2
- 1987 Sprosťák Murphy